# Podnože pro slivoň
Podnož je rostlina, nebo její část, která se používá pro očkování nebo roubování jiné rostliny. Smyslem očkování je zajistit přežití, nebo zlepšení vlastností naštěpované rostliny. Spolužití tkání podnože a naštěpované rostliny je ovlivněno vzájemnou afinitou. Vlastnosti podnože významně ovlivňují vlastnosti budoucí rostliny vzniklé spojením obou rostlin. Pro druhy které jsou štěpovány je proto obvykle vyšlechtěno více podnoží s různými vlastnostmi. Podnož a naštěpovaná rostlina se přes vzájemný vliv geneticky neovlivňují, zůstávají různými jedinci.
Podnoží bývá označována obvykle část rostliny, která tvoří u rostliny kořenový systém a nebo kořenový systém a další nadzemní část - kmen, při štěpování v korunce. V takovém případě tvoří ušlechtilá odrůda korunu.

## Historie a země mimo ČR
Švestky jsou úspěšně pěstovány na řadě různých podnoží. V Nové Anglii a Severoatlantických Státech je považován stejně jako v ČR za nejvhodnější podnož myrobalán, ačkoli některé z japonských švestek jsou očkovány na broskev, zvláště v písečné půdě, a některý z domácích druhů jsou štěpovány na americké podnože.
Broskvoň je li podnoží pro slivoně se projevuje na vzniklém výpěstku rychlým růstem a ranou plodností slivoní. Pro slivoně se obzvláště hodí broskvoň v teplých, písčitých a štěrkovitých půdách. Způsobuje ovšem krátkokvětost stromů a malou odolnost proti mrazu. V ČRs je málo rozšířená.
Někteří školkaři dávají přednost podnoži St. Julien, která je však dosti drahá. Myrobalánové podnože jsou používány téměř výlučně, protože stromy rostlé na této podnoži jsou ve 2. roku věku větší než stromy na jiných podnožích. Další výhodou je, že podnože jsou levné a mají dobrou afinitu s téměř všemi odrůdami dováženými ve velkém z Francie. Nevýhodou myrobalánu je, že v chladnějších oblastech mohou kořeny namrzat.
V podmmínkách ČR bylo použití myrobalánu svého času zcela zakázáno, protože v prodeji byly dovážené italské podnože s dlouhou dobou vegetace na kterých ovoce ušlechtilých odrůd nevyzrávalo, podnože které nesnášely mrazíky. Později byly vyšlechtěny odolnější české odrůdy.
Dříve byla podnož St.Julien používána a někteří pěstitelé tvrdí že je mnohem lepší podnož než jakákoliv jiná pro křížence. To je založeno na víře, že stromy
déle žijí, jsou více otužilé. Nevýhodou je že jsou drahé, těžko dostupné, a podnože jsou napadány houbovitými chorobami. Broskvové podnože lépe snášejí horko a sucho a mají dobrou afinitu s kultivary Prunus salicina ale broskvové podnože jsou někdy napadány škůdci.
Mariannina švestka byla používána velkou měrou jako podnož. Je údajně křížencem mezi myrobalánem a původní chickasawskou švestkou a bývá rozmnožována rouby. V chladnějších částech USA jsou nejvhodnější původní švestky. Nevýhodou této podnože je drahé osivo a dost špatně srůstají s odrůdami.

## Podnože běžně používané pro odrůdy slivoní

### Podnože množené generativně
Výhodou generativně množených podnoží je vitalita, zdravý růst, dlouhověkost a větší odolnost vůči chorobám.
- Durancie - semenáč, způsobuje středně intenzivní růst naštěpovaných odrůd. Není vhodná do suchých a chladných poloh. Má krátké období druhé mízy
- Myrobalán je velmi různorodý ve vlastnostech, a má různý vliv na naštěpované odrůdy, takže způsobuje různě intenzivní růst naštěpovaných odrůd a rozdílný nástup do plodnosti, plodnost stromů atp. Má také různou afinitu. Je však značně přizpůsobivý půdním podmínkám. Většina ušlechtilých odrůd slivoní s myrobalánem dobře srůstá. Odrůdy na něm naštěpované se vyznačují dlouhověkostí a velkou úrodností. U paty stromu tvoří silný podrost.
- MY-BO-1 - vhodná i do sušších oblastí a půd s vyšším obsahem vápníku. Podporuje silný růst naštěpované odrůdy a delší vegetaci (ovoce hůře vyzrává, dřevo namrzá).
- S-BO-1 vhodná pro slabší růst naštěpovaných odrůd. Vyžaduje dostatečně vlhké půdy.
- Wangenheimova švestka způsobuje středně intenzivní růst naštěpovaných odrůd. Vyžaduje živné půdy.
- Zelená renklóda - růst naštěpovaných odrůd je středně silný až silný.
- trnka - nepoužívá se, plodná, odolná, silně podrůstá

### Podnože množené vegetativně
Výhodou vegetativně množených podnoží jsou typické znaky, které lze očekávat, jsou vhodné pro intenzivní formy pěstování
- BROMTON roste silně
- švestka (Prunus domestica) snáší vlhké půdy, urychluje ukončení vegetace, snižuje výšku. Odolná mrazům. Rezistentní háďátkům.[1][2]
- GF 655/2 roste středně, podrůstá
- GF 1869 kříženec ‘Švestka domácí‘ × Prunus spinosa. Roste středně. Podporuje rozvětvování v tupých úhlech, snese zásadité půdy, silně podrůstá
- Ishtara (syn. Ferciana) podnož získaná křížením (Prunus cerasifera x P. persica) x P. salicina. Stromy jsou menší než na myrobalánu. netvoří množství kořenových výmladků. Je vhodná spíše do sušších poloh podobně jako broskvoně. Má nižší mrazuvzdornost.
- INRA St. Julien Nr. 2 (syn. INRA Nr. 2) roste silně, netvoří výmladky
- Jaspi (syn. Fereley) podnož získaná křížením (Prunus spinosa x P. persica) má středně silný vzrůst, není citlivá na vyšší obsah vápníku, netvoří výmladky, brzy nastupuje do plodnosti.
- Lovell vzrůstná podnož pro švestky, broskve, nektarinky, meruňky, švestky, mandle. Poskytuje dobré ukotvení a vysokou odolnost proti chorobám.
- Mariana GF 8 roste velmi bujně, má špatnou afinitu se ‘ Zelenou renklódou‘ *
- Marunke vytváří množství kořenových výmladků.
- Monclare je broskvoňový semenáč. Podnož pro švestku, broskev a meruňku. Velmi úrodná, krátkověká, namrzá.
- MY-KL-A - červenolistý myrobalán. Kříženec mezi Prunus cerasifera a P. cerasifera 'Atropurpurea'. Podnož je snadno množitelná ze zelených i dřevitých řízků.
- Myro - 29 C původ Itálie, středně vzrůstná podnož
- Penta kříženec ‘Zelené renklódy‘ a ‘Švestky domácí‘. Roste slabě. Nepodrůstá.
- Pixi výběr ze St. Julien. Vyžaduje živné propustné půdy. Oslabuje růst a zmenšuje hmotnost plodů až o 25%, zvyšuje plodnost. Podnož je snadno množitelná ze zelených i dřevitých řízků. Má špatnou afinitu se ‘ Zelenou renklódou‘
- St. Julien A Podnož je snadno množitelná ze zelených i dřevitých řízků.
- S-BUPR-A podnož získaná křížením Zelená renklóda x Imre. Naštěpované odrůdy bývají středně vzrůstné.
- Tetra kříženec ‘Zelené renklódy‘ a ‘Švestky domácí‘. Roste středně.
- WaxWa kříženec švestky ‘Wangenheimova‘. Roste slabě, málo podrůstá.
- Wavit je ‘Wangenheimovu švestka‘ z meristemového množení, bezvirozní, má výbornou afinitu, roste slabě
- VVA - 1 (syn. Krymsk 1) mezidruhový kříženec z Ruska. Roste slabě, brzy a hodně plodí, nezmenšuje plody.